# Alexandre Rey
Alexandre Rey (Sion, 22 september 1972) is een voormalig Zwitsers profvoetballer, die gedurende zijn carrière speelde als centrumspits. Hij werd in 1999 uitgeroepen tot Zwitsers voetballer van het jaar.

## Clubcarrière
Rey speelde achtereenvolgens voor FC Sion, FC Basel, FC Sion, Servette FC, FC Luzern en Neuchâtel Xamax. Hij kwam tot een totaal van 401 duels en 146 goals in de Zwitserse competitie. Rey maakte als invaller de winnende goal in de Zwitserse bekerfinale van 1991, toen FC Sion met 3-2 won van BSC Young Boys.

## Interlandcarrière
Rey kwam 18 keer uit voor het Zwitsers nationaal elftal in de periode 1998-2005. Hij maakte zijn debuut als invaller (voor Frédéric Chassot) op 18 november 1998 in Boedapest tegen Hongarije (2-0 nederlaag), net als verdediger Marc Hodel (FC Zürich) en middenvelder Patrick Bühlmann (Servette). Rey scoorde in totaal vijf keer voor Zwitserland, waaronder een hattrick tegen de Faeröer op 4 september 2004.
| Interlands van Alexandre Rey voor Zwitserland | Interlands van Alexandre Rey voor Zwitserland | Interlands van Alexandre Rey voor Zwitserland | Interlands van Alexandre Rey voor Zwitserland | Interlands van Alexandre Rey voor Zwitserland | Interlands van Alexandre Rey voor Zwitserland |
| №                                             | Datum                                         | Wedstrijd                                     | Uitslag                                       | Competitie                                    | Goals                                         |
| --------------------------------------------- | --------------------------------------------- | --------------------------------------------- | --------------------------------------------- | --------------------------------------------- | --------------------------------------------- |
| 1                                             | 18 Nov 1998                                   | Hongarije – Zwitserland                       | 2–0                                           | Oefeninterland                                |                                               |
| 2                                             | 06 Feb 1999                                   | Zwitserland – Slovenië                        | 2–0                                           | Oefeninterland                                |                                               |
| 3                                             | 10 Feb 1999                                   | Oman – Zwitserland                            | 1–2                                           | Oefeninterland                                |                                               |
| 4                                             | 10 Mar 1999                                   | Zwitserland – Oostenrijk                      | 2–4                                           | Oefeninterland                                |                                               |
| 5                                             | 28 Apr 1999                                   | Griekenland – Zwitserland                     | 1–1                                           | Oefeninterland                                |                                               |
| 6                                             | 18 Aug 1999                                   | Tsjechië – Zwitserland                        | 3–0                                           | Oefeninterland                                |                                               |
| 7                                             | 09 Oct 1999                                   | Wales – Zwitserland                           | 0–2                                           | EK-kwalificatie                               | Goal                                          |
| 8                                             | 19 Feb 2000                                   | Oman – Zwitserland                            | 1–4                                           | Oefeninterland                                | Goal                                          |
| 9                                             | 23 Feb 2000                                   | V.A.E. – Zwitserland                          | 1–0                                           | Oefeninterland                                |                                               |
| 10                                            | 29 Mar 2000                                   | Zwitserland – Noorwegen                       | 2–2                                           | Oefeninterland                                |                                               |
| 11                                            | 26 Apr 2000                                   | Duitsland – Zwitserland                       | 1–1                                           | Oefeninterland                                |                                               |
| 12                                            | 16 Aug 2000                                   | Zwitserland – Griekenland                     | 2–2                                           | Oefeninterland                                |                                               |
| 13                                            | 02 Sep 2000                                   | Zwitserland – Rusland                         | 0–1                                           | WK-kwalificatie                               |                                               |
| 14                                            | 15 Nov 2000                                   | Tunesië – Zwitserland                         | 1–1                                           | Oefeninterland                                |                                               |
| 15                                            | 25 Apr 2001                                   | Zwitserland – Zweden                          | 0–2                                           | Oefeninterland                                |                                               |
| 16                                            | 04 Sep 2004                                   | Zwitserland – Faeröer                         | 6–0                                           | WK-kwalificatie                               | Goal · Goal · Goal                            |
| 17                                            | 08 Sep 2004                                   | Zwitserland – Ierland                         | 1–1                                           | WK-kwalificatie                               |                                               |
| 18                                            | 09 Feb 2005                                   | V.A.E. – Zwitserland                          | 2–1                                           | Oefeninterland                                |                                               |

## Erelijst
FC Sion
- Zwitserse beker

1991
 Servette FC
- Zwitsers landskampioen

1999
- Zwitsers voetballer van het jaar

1999